# NGC 1204
NGC 1204 este o galaxie seyfert de tip 2⁠(d) situată în constelația Eridanul. A fost descoperită în 26 decembrie 1886 de către Francis Leavenworth. Se află la o distanță de 64,8 de megaparseci de Pământ.